# Laura Hezner
Laura Hezner (* 15. September 1862 in Apfelthal, Bayern; † 10. Oktober 1916) war eine deutsche Geologin. Sie war die erste Habilitantin an der ETH Zürich. Sie war Privatdozentin für chemische Mineralogie und Petrographie.

## Leben
Laura Hezner kam aus einer Bahningenieursfamilie. Als zweites von fünf Kindern besuchte sie die Klosterschule in Sigmaringen. Ihre Mutter verstarb, als sie 12 Jahre alt war. In der Obhut ihrer Tante in München schloss sie die Kunstgewerbeschule und die Ausbildung zur Französischlehrerin ab. Später übernahm sie für den Vater und die drei jüngeren Geschwister die Haushaltsführung, während sie im Selbststudium lernte. Auf Anregung einer jungen Studentin begann sie ihr Studium in Zürich. 1898 studierte sie zunächst Ethnologie und wechselte dann in die naturwissenschaftliche Abteilung des Eidgenössischen Polytechnikums. Ihr Diplom legte sie 1901 mit Auszeichnung ab. Im Anschluss promovierte sie und beendete ihre Dissertation 1903.
Als wissenschaftliche Assistentin arbeitete sie bei Professor Ulrich Grubenmann, der als Mineraloge und Petrograph renommiert war. Als er Direktor bzw. Rektor des Polytechnikums wurde, setzte er sich für die akademische Beförderung von Laura Hezner ein. Sie habilitierte 1910 und arbeitete fortan als Privatdozentin. Paul Niggli, der zu ihrer Zeit studierte, beschrieb sie als eine besonders sachlich und inhaltlich ausgerichtete Forscherin. Sie starb im Alter von 53 Jahren an den Folgen von Augenhöhlenkrebs. Direktor Grubenmann bezeichnete sie im Nachruf als „vorbildliche stille Forscherin“.

## Werk
Ihre Doktorarbeit mit dem Titel Ein Beitrag zur Kenntnis der Eklogite und Amphibolite mit besonderer Berücksichtigung der Vorkommnisse des mittleren Ötztals bestand aus 110 Seiten.

## Anerkennung
In Zürich benannte die ETH eine Straße nach ihr, den Laura-Hezner-Weg in Höngg (Kreis 10). Dort befindet sich das Institut für Umweltingenieurwissenschaften.